# Генріх I Птахолов
Генріх I Птахолов (нім. Heinrich der Vogeler; близько 876 — 2 липня 936, Мемлебен) — герцог Саксонії з 912 року, король Східного Франкського королівства (Німеччини) з 919 року. Перший король із Саксонської династії Людольфінгів. Талановитий правитель і майстерний політик, Генріх значно зміцнив Східне Франкське королівство. За версією популярного міфу, своєму прізвиську «Птахолов» Генріх завдячує тому, що звістку про отримання корони йому повідомили якраз на полюванні, коли він лагодив або розставляв пташині тенета для ловів.

## Молоді роки

### Спадкоємець герцогства
Генріх походив зі знатного остфальського роду Людольфінгів. Він був наймолодшим із трьох синів герцога Саксонії Оттона I Ясновельможного і Гедвіги фон Бабенберг.
Точний рік народження Генріха невідомий, але вважають, що він народився близько 876 року. Про його дитинство і юність в історичних джерелах нічого не повідомляється, у них він з'являється вже в досить зрілому віці.

### Шлюби
906 року Генріх, якому на той час було близько 30 років, одружився з Хатебургою, дочкою графа Ервіна, що, ймовірно, володів областю біля міста Мерзебурга. Тітмар Мерзебурзький повідомляє, що Генріх наполегливо пропонував їй руку і серце «заради її краси і користі від успадкування багатства». Церковна влада перешкоджала цьому шлюбу, оскільки Хатебурга до того часу встигла вже овдовіти і піти до монастиря, однак це не зупинило Генріха. Від цього шлюбу народився єдиний син Танкмар, однак 909 року Генріх і Хатебурга розлучилися.
Приводом для розлучення послужила незаконність укладання шлюбу. Одночасно незаконнонародженим став і старший син Генріха, Танкмар, який в одній із хронік часів Оттона I, спадкоємця Генріха, названий «братом короля, народженим від наложниці». Проте справжньою причиною розлучення стало змінене становище Генріха. Його старші брати, Танкмар і Людольф, до того моменту померли, що зробило Генріха спадкоємцем батька. І для зміцнення свого становища Генріх вирішив знайти знатнішу дружину. Після розлучення Хатебурга пішла в монастир, однак її придане Генріх утримав за собою. Його новою обраницею стала Матильда з багатого і знатного вестфальського роду, що походив від знаменитого вождя саксів VIII століття Відукінда. Завдяки цьому шлюбу Генріх зміг поширити свій вплив на Вестфалію.

### Перший похід
На час першого шлюбу припадає і перший самостійний військовий похід Генріха. Мерзебург, який він отримав у посаг за Хатебургу, був на кордоні з територією, заселеною слов'янським народом далемінців. Ініціатором походу став герцог Оттон, батько Генріха. Виступивши з Мерзебурга, Генріх зміг отримати над слов'янами легку перемогу, проте далемінці закликали собі на допомогу угорців, які вторглися до Саксонії, жорстоко спустошивши її. Багато жителів Саксонії або загинули, або опинилися в неволі.

### Правління в Саксонії
Королівська влада в Східному Франкському королівстві під час правління Людовика IV була слабка. За малолітнього короля правили архієпископ Майнца і єпископи Констанца і Аугсбурга, які більше дбали про інтереси церкви. Завдяки цьому значно посилилися племінні герцогства, зокрема і Саксонія, герцог якої, Оттон, зумів домогтися значної концентрації влади у своїх руках, а після загибелі 908 року маркгерцога Тюрингії Бурхарда приєднав ще й його володіння.

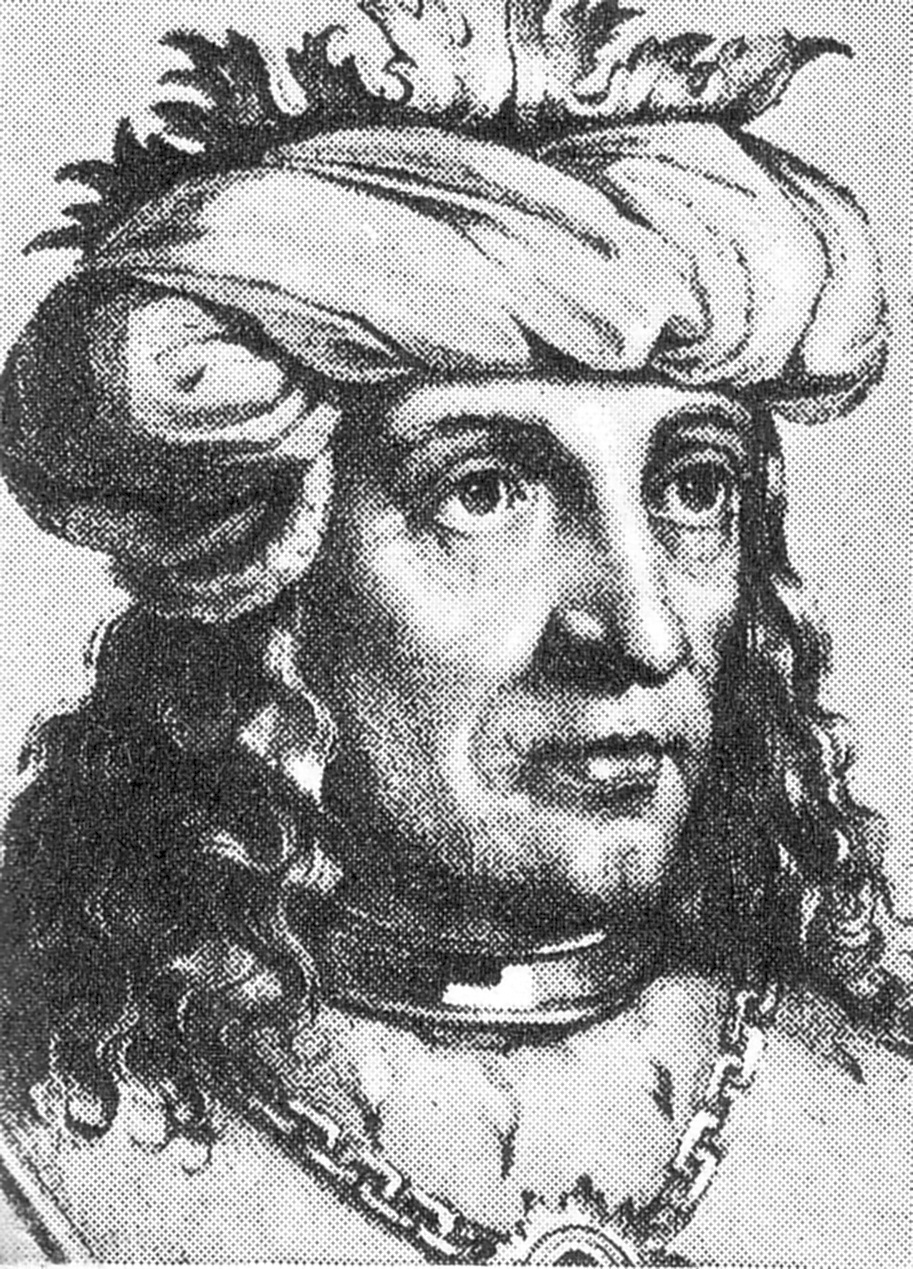
Генріх I Птахолов

911 року помер король Людовик Дитя, з ним згасла східнофранкська гілка Каролінгів. Головним претендентом на королівство згідно з давньогерманським звичаєм був король Західного Франкського королівства Карл III Простакуватий, однак німецька знать відмовилася визнати його права, вирішивши обрати нового короля з числа герцогів королівства. Спочатку корону запропонували Оттону Саксонському, проте 75-річний герцог відмовився. У результаті в листопаді 911 року у Форхаймі новим королем був обраний герцог Франконії Конрад. Його вибір підтримали герцоги Саксонії, Баварії і Швабії. Однак незабаром новий король посварився з правителями всіх герцогств.
Оттон помер наступного, 912 року. Новим герцогом Саксонії став Генріх. Незабаром після цього король Конрад, який прагнув зменшити владу племінних герцогів, що правили у своїх володіннях як суверенні правителі, зажадав від Генріха повернути Тюрінгію, приєднану до Саксонії його батьком. Герцог відповів відмовою і, більше того, захопив саксонські і тюрінзькі володіння архієпископа Майнца Гаттона, союзника короля. 913 року Гаттон помер. У цей час Конрад, зайнятий боротьбою проти герцога Швабії Ерхангера, не мав сил воювати проти Генріха. Тільки 915 р. герцог Франконії Ебергард, брат Конрада, напав на володіння Генріха, але в битві при Ересбурзі був розбитий, після чого Генріх вторгся у Франконію, але, дізнавшись про наближення війська, яким командував сам король Конрад, відступив до Саксонії. Конрад переслідував саксонців до Гроно під Геттінгеном, однак можливості здобути перемогу над бунтівним герцогом у нього не було. У результаті Конрад волів домовитися з Генріхом, який визнав Конрада королем, але зберіг незалежність від королівської влади, яку Конрад був змушений визнати. При цьому Генріх більше не конфліктував з королем.

### Обрання Генріха королем Німеччини

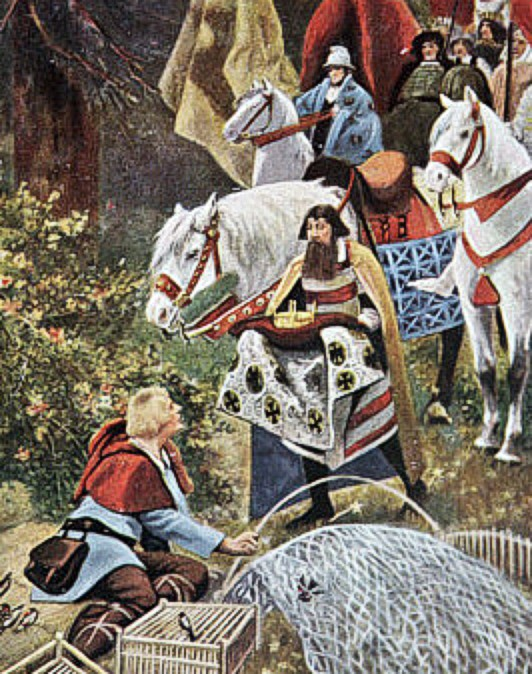
Генріху підносять королівську корону (худ. Герман Фогель, 1900 р.)

23 грудня 918 року помер король Конрад. Дітей у нього не було. За повідомленням Відукінда Корвейського, відчуваючи наближення смерті, Конрад звелів своєму братові Ебергарду відмовитися від претензій на престол і передати знаки королівської влади, меч і вінець франкських королів, священний спис і королівську порфіру, герцогові Генріху Саксонському. Хоча деякі історики і піддавали повідомлення Відукінда сумніву, але його звістки підтверджують «Продовжувач Регіна» і Ліутпранд Кремонський. Ебергард виконав волю брата, після чого зберігав вірність Генріху до його смерті.
Незважаючи на волю Конрада, вибори нового короля затягнулися. Тільки в травні 919 року за Фріцларом, що розташовувався на кордоні Саксонського і Франконського герцогств, зібралася саксонська і велика частина франконської знаті, які проголосили королем Генріха. Однак баварська франконська знать відмовилися визнати Генріха королем, проголосивши своїм правителем герцога Баварії Арнульфа. Швабська знать у виборах не брала участь, хоча, за повідомленням деяких анналів, частина швабського духовенства підтримала вибір Генріха.
Попри те, що архієпископ Майнца Херігер запропонував помазати і коронувати Генріха, той відмовився. Однак з цього моменту він іменував себе королем, носив корону і використовував королівську печатку. Духовенству не дуже сподобалося, що Генріх проігнорував формальну процедуру, однак новий король, бажаючи залучити на свій бік церкву, призначив канцлером королівства архієпископа Херігера. Також Генріх визнав за Еберхардом титул герцога Франконського.

## Перші роки правління

### Підпорядкування Швабії та Баварії

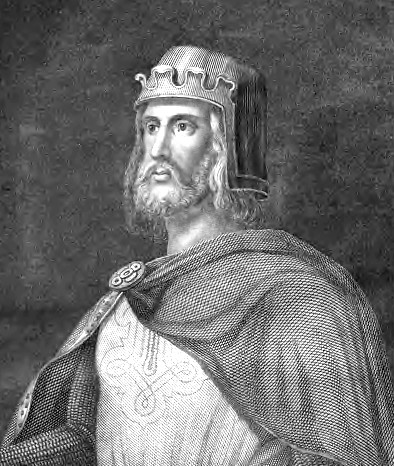
Генріх I Птахолов

Одним із перших завдань Генріха після обрання королем було домогтися визнання свого титулу серед інших герцогів. У момент смерті Конрада до складу Східно-Франкського королівства входило 4 так званих племінних герцогства: Саксонія (з Тюрингією), Баварія, Франконія і Швабія. Саксонське герцогство перебувало під контролем самого Генріха, герцог Франконії Еберхард визнав владу Генріха. Однак герцоги Швабії та Баварії, які за час правління Людовика IV і Конрада I домоглися значної самостійності, практично не підкорялись королю. Попри те, що Генріх у момент обрання був наймогутнішим магнатом королівства, відразу ж підпорядкувати герцогів своїй владі він не міг. Для того, щоб домогтися визнання герцогів Баварії і Швабії, Генріх постарався досягти з ними компромісу.
Першим кроком була відмова від політики Конрада, що спирався в боротьбі з герцогами на церковних ієрархів. На думку істориків, саме цим була викликана відмова від коронації в Фрісларі. Але герцоги Баварії і Швабії не прагнули визнавати над собою королівську владу. Навіть більше, герцог Баварії Арнульф сам був проголошений своїми прихильниками королем. А герцог Швабії Бурхард II зайняв вичікувальну позицію. Тоді Генріх перейшов до активних дій.
Спочатку він виступив проти герцога Швабії Бурхарда, який був менш серйозним супротивником. Бурхарду вдалося утвердитися у Швабії після страти Конрадом I герцога Ерхангера. Однак влада його в герцогстві не була міцною. Крім того, Бурхарду довелося вести боротьбу з королем Верхнього Бургундського королівства Рудольфом II, володіння якого межували зі Швабією. У підсумку, коли Генріх з армією вторгся на територію Швабії, герцог Бурхард волів визнати над собою владу короля. У нагороду за це Генріх не тільки визнав титул Бурхарда, а й зберіг за ним право повелівати швабською церквою.
Наступною метою Генріха стало підпорядкування Баварії. На відміну від Бурхарда герцог Арнульф приготувався дати відсіч королівській армії, організувавши запеклий опір. Перший похід Генріха в Баварію 920 року закінчився невдало. Однак після того, як Генріх обложив Регенсбург, де сховався Арнульф, той волів укласти мир з королем. Арнульф відмовився від прав на корону, визнавши Генріха королем. Натомість Арнульф зберіг великі герцогські повноваження, а також отримав право призначати єпископів у Баварії.
Таким чином, уже до 921 року Генріх Птахолов зміг відновити єдність Східно-Франкського королівства. Однак герцоги зберегли великі права у своїх володіннях.

### Відносини із Західно-Франкським королівством і підпорядкування Лотарингії
Вирішивши внутрішні проблеми королівства і зміцнивши в ньому владу, Генріх зміг перейти до вирішення зовнішньополітичних завдань. Одним із них стало Лотаринзьке питання. За Мерсенським договором 870 року частина Лотаринзького королівства на схід від Мозеля виявилася підпорядкована королям Східно-Франкського королівства. А 879 року король Людовик III Молодший, скориставшись смутою в Західному Франкському королівстві, зміг приєднати до своїх володінь і західну частину Лотарингії. 895 року імператор Арнульф Каринтійський виділив Лотарингію як королівство своєму незаконному синові Цвентібольду. Однак проти нього виступила знать, яку очолював Реньє Довга Шия. Реньє вступив у союз із королем Франції Карлом Простакуватим. У результаті Цвентібольд був убитий в одному з боїв 13 серпня 900 року, а фактичним правителем Лотарингії став Реньє. Після смерті короля Людовика IV Дитяти лотаринзька знать, яку очолював Реньє Довга Шия, відмовилася визнати своїм правителем Конрада I Франконського, оскільки він не був Каролінгом. Щоб зберегти свою владу, а 911 року Реньє присягнув королю Західно-Франкського королівства Карлу III Простакуватому, внаслідок чого Лотарингія увійшла до складу Західно-Франкського королівства, зберігши при цьому самостійність, оскільки Карл не мав можливостей затвердити у Лотарингії свою владу. Усі спроби Конрада повернути Лотарингію виявилися безуспішними, а після 913 року він змирився з її втратою.
Після смерті Реньє його положення успадкував старший син, Гізельберт. Однак незабаром він посварився з Карлом Простакуватим. Бажаючи отримати королівську корону, Гізельберт 920 року підняв повстання проти Карла, що закінчилося невдачею. Генріх вирішив підтримати Гізельберта, але його похід (920 р.) успіхом не увінчався. У результаті Гізельберт був змушений утекти до Німеччини, де знайшов притулок при дворі Генріха Птахолова. Незабаром Генріху вдалося примирити Гізельберта з Карлом. Карл навіть визнав за Гізельбертом герцогський титул.
921 року мир між Карлом Простакуватим і Генріхом Птахоловом був порушений. Карл, який бажав розширити свої володіння, вторгся в Ельзас, який він намагався захопити ще після смерті Людовика IV Дитяти. Проте його армія дійшла тільки до Вормса. Біля міста він дізнався про те, що у Вормсі збирається армія, після чого спішно повернувся у свої володіння. У результаті 7 листопада 921 року Карл зустрівся з Генріхом на Рейні поблизу Бонна. Зустріч відбулася на кораблі посеред річки. 11 березня було укладено перемир'я (Боннський договір), що принесло Генріху великий зовнішньополітичний успіх: він забезпечив (йому, а не Каролінгу) визнання Західнофранкським Каролінгами. При цьому Карл називав Генріха «своїм другом східним королем», а Генріх Карла — «Божою милістю королем західних франків». За договором Генріх визнав Карла сеньйором лівобережної Лотарингії.
922 року західнофранкська знать, незадоволена політикою Карла Простакуватого, обрала нового короля. Ним став маркіз Нейстрії Роберт I Паризький. У числі тих, хто підтримав Роберта, був Гізельберт Лотаринзький. На початку 923 року Роберт зустрівся в Лотарингії з Генріхом Птахоловом. Джерела замовчують про те, яких домовленостей вони досягли. На думку істориків, найімовірніше були підтверджені умови Боннського договору. Але незабаром Роберт загинув у Битві при Суассоні, однак Карл Простакуватий потрапив у полон, де він і помер. Новим королем Західно-Франкського королівства став герцог Бургундії Рауль, обрання якого відмовився визнати Гізельберт Лотаринзький. На відміну від Карла Простакуватого, який походив із династії Каролінгів, Рауль не мав династійних прав на Лотарингію. А після того, як Рауль захопив одну з фортець в Ельзасі, Гізельберт і архієпископ Тріра Руотгер покликали на допомогу короля Німеччини. Скориставшись ситуацією, яка склалася, Генріх вже 923 року організував похід у Лотарингію, захопивши області вздовж Мозеля і Мааса. А коли Гізельберт у черговий раз вирішив змінити табір і 925 року перейшов на бік короля Рауля, Генріх організував новий похід (925). Незабаром Лотарингія повністю перейшла під контроль Генріха Птахолова. За повідомленням хроніста Флодоарда, уся Лотаринзька знать присягнула Генріху. Король Рауль, становище якого в Західно-Франкському королівстві було хитким, не зміг протистояти захопленню Лотарингії Генріхом, який включив її до складу свого королівства.
Гізельберт, який потрапив у полон до Генріха, був змушений визнати над собою владу Генріха Птахолова, який не лише визнав за Гізельбертом герцогський титул, але й видав за нього свою дочку Герберга 928 року. Завдяки цьому Лотарингія виявилася міцно прив'язана до Німеччини, ставши п'ятим племінним герцогством у її складі.

### Відносини із церквою
Генріх I намагався підпорядкувати церковних єпископів королівській владі і зробити церковних феодалів противагою племінним герцогам і князям. Для контролю над вищим духовенством Генріх 922 року створив так звану придворну капелу, до якої входили лише ті церковні ієрархи, які підтримували політику короля. У своїх відносинах із церквою Генріх намагався наслідувати Карла Великого, тобто підпорядкувати церкву королівській владі.

## Зовнішня політика Генріха

### Боротьба з угорцями і слов'янами

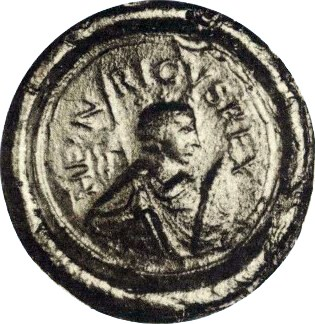
Печатка Генріха I Птахолова в документі від 18 жовтня 927 р.

У всій урядовій діяльності Генріха характеризують як людину зі світлим і вірним поглядом, що вміє вичікувати зручну хвилину для дій, а не такий, що прагне зробити все відразу і вирішити одним ударом. Найважливішим завданням і національним життєвим питанням була боротьба на смерть з угорцями, які майже щорічно робили спустошливі набіги на Саксонію.
Під час набігу 924 року один з найважливіших угорських ватажків був узятий в полон і приведений до Генріха. Угорці пропонували за нього дорогий викуп. Але король скористався цим зручним випадком, щоб вимовити триваліше, років на дев'ять, перемир'я, протягом якого зобов'язався виплачувати щорічну данину. Південну частину імперії Карла він залишив напризволяще і ворогів, щоб захистити від них Саксонію. Цим перемир'ям він скористався чудово: зібрав сильне військо і влаштував ряд укріплених пунктів, які зайняв гарнізонами і призначив до їхнього складу кожну дев'яту людину зі своїх службових людей, а решту вісьмох, з тієї ж черги, зобов'язав піклуватися про його утримання. Підтримуючи таким чином зв'язок з цими далеко висунутими укріпленнями, він сприяв тому, що багато з них потім перетворилися на міста, хоча спочатку це не передбачалося. Військо, зібране і навчене ним для боротьби проти угорців, він мав можливість випробувати в прикордонних війнах зі слов'янами, за які знову взявся в 928—929 роках. 928 року, за словами літописця, «за посередництвом голоду, заліза та холоду», Генріх завоював місто полабських слов'ян Бранібор, підкорив ще 2-3 найближчих племені і серед них побудував укріплення, на місці якого згодом виникло місто Мейсен. Наступного року він проник далі на південь, у Чехію, де король чи герцог тих місць, що правив у місті Празі, визнав його верховенство над собою. Однак незабаром після цього, під час облоги Генріхом слов'янського міста Ленцем на Ельбі, відбулося загальне повстання слов'ян, що жили між Ельбою і Одером. Королю вдалося відбити і розбити слов'янське військо, що підступало на допомогу міста, після чого слов'янські племена визнали себе переможеними і стали платити йому данину (929). 932 року після завоювання фортеці Лебуса були обкладені даниною і лужичани.

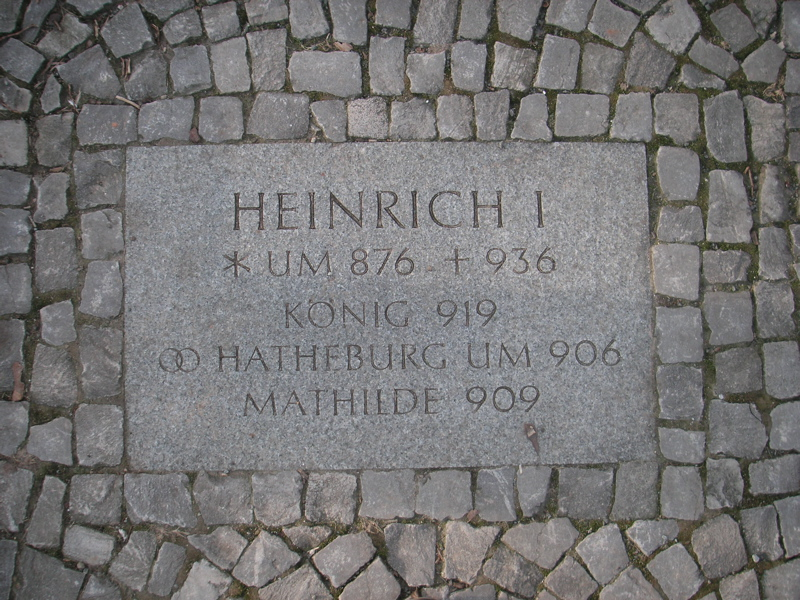
Надгробна плита Генріха I Птахолова

Генріх терпляче вичікував час, коли скінчилося укладене з угорцями перемир'я. На великому народному зібранні в Ерфурті (932 рік) він переконався в тому, що вся Саксонія готова дати одностайну відсіч ворогові, і тому, коли угорські посли з'явилися за отриманням щорічного «подарунка», їм довелося повернутися додому з порожніми руками. Очікуване вторгнення угорців не забарилося — навесні 933 року вони з'явилися з великими силами, і тут довелося переконатися, як багато зробив завбачливий Генріх для запобігання цієї небезпеки — одна угорська орда у південній Саксонії зазнала від саксів і тюрінгців жорстокої поразки; голод і холод довершили її загибель; та угорських бранців не пощадили. Проти іншої орди, яка наступала в східній Тюрінгії, що становила головний загін угорського війська, король виступив сам і поблизу містечка Ріад 15 березня 933 року зійшовся з нею. Але битви не сталося: угорці втекли, тільки побачивши королівське військо. Їхній табір дістався воїнам Генріха, у якому було звільнено безліч бранців, і вся країна зітхнула вільно. З ентузіазмом усі взялися за відновлення зруйнованих угорцями церков і монастирів, оскільки тепер можна було надовго заспокоїтися і не побоюватися їхнього нападу.

### Останні роки правління
934 року Генріх здійснив похід проти данців. Він змусив їхнього короля Горма укласти мир. Крім того, Генріх організував 2 марки і огородив кордон від вторгнення слов'ян і угорців.
Відукінд повідомляє, що Генріх мав намір зробити похід до Італії, але йому завадила раптова смерть. Перед смертю Генріх скликав з'їзд князів у Ерфурті і назвав своїм наступником сина Оттона. Помер Генріх 2 липня 936 у своєму пфальці Мемлебен і похований у заснованому і зміцненому ним Кведлінбурзі (див. Кведлінбурзьке абатство).

## Родина
1 Дружина — Хатебурга Мерзебурзька (876—906/909), дочка Ервіна, графа Мерзебурга.
Діти:
- Танкмар (907/909—938) — позбавлений батьком спадщини.

2 Дружина — Матильда Вестфальська (895 —968), дочка графа Дітріха фон Рінгельхайма.
Діти:
- Оттон I Великий (912—973) — король Східно-Франкського королівства з 936, 1-й імператор Священної Римської імперії з 962.
- Герберга Саксонська (913/914—969/984) — 1-й чоловік Гізельберт (880/895 — 939), герцог Лотарингії; 2-й чоловік Людовик IV Заморський (921—954), король Франції.
- Генріх I (919/922 — 955), герцог Баварії.
- Едвіга Саксонська (* бл. 922 — † 959/965) — чоловік Гуго Великий, герцог Франкський
- Бруно (Брюнон) (бл. 925 — 965) — архієпископ Кельна з 953, герцог Лотарингії з 954, канцлер з 940.